# Pitts Special
Els Pitts Special (models S1 i S2) son una sèrie de biplans acrobàtics lleugers dissenyats per Curtis Pitts, un pilot especialitzat en el reg agrícola aeri. Ha acumulat moltes victòries des del seu primer vol l'any 1944. Els biplans Pitts van dominar les competicions mundials de vol acrobàtic ens els anys 60 i 70, fins i tot avui, continua sent una potent aeronau de competició en les categories inferiors.

## Disseny i desenvolupament
Curtis Pitts va començar el disseny d'un biplà acrobàtic monoplaça entre 1943 i 1944. El primer Pitts Special va iniciar el vol el mes de setembre de 1944 amb un motor de propulsió de 55 c.v. Aquesta primera motorització és poc potent i el segon model ja portarà un motor amb 85 c.v.
El disseny ha estat millorat contínuament des del primer vol el setembre de 1944; tanmateix, l'actual Pitts S2 encara és bastant similar al disseny i concepte de l'original.
Moltes de les aeronaus que Curtis Pitts va construir tenien una fotografia d'una mofeta i per això van ser anomenats "Stinkers" (pudents). El prototipus S-2, era biplaça.
L'any 1962 Curtis Pitts va crear Pitts Enterprises per vendre plànols del S-1C per l'auto-construcció.
Actualment Aviat Aircraft fabrica la versió actual del Pitts Special.

## Versions
- S-1C
- S-1D
- S-1T
- S-1S: Amb motorització de 180 c.v.[1]
- S-2A
- S-2B

## Especificacions (S-2B)
Característiques generals
- Tripulació: 1 pilot
- Capacitat: 1 passatger
- Longitud: 5,71 m
- Envergadura: 6,1 m
- Alçada: 2,02 m
- Superfície de l'ala 11.6 m²
- Pes buit: 521 kg.
- Pes màxim d'enlairament: 737 kg.
- Motors: 1×  motor de pistó Textron Lycoming AEIO-540-D4A5 refrigerat per aire , 260 hp

 Rendiment 
- Velocitat màxima absoluta : 338 km/h
- Velocitat de creuer: 282 km/h
- Velocitat d'entrada en pèrdua: 97 km/h
- Abast: 513 km
- Sostre de servei: 6.400 m
- Ràtio d'ascens: 13,7 m/s